# Aha (zoologia)
Aha Menke, 1977 è un genere di imenotteri apoidei della famiglia dei Crabronidae.

## Etimologia
Il nome del genere è uno scherzo dell'entomologo Arnold Menke che l'ha descritta. Nel 1977 ha ricevuto due esemplari (appartenenti ad entrambe le specie) da un collega australiano e una volta aperto il pacco ha esclamato "Aha!".

## Distribuzione
Il genere è presente in Australia.

## Tassonomia
Il genere è composto da 2 specie:
- Aha evansi Menke, 1977
- Aha ha Menke, 1977